# Ostern 68
Ostern 68 mit dem Untertitel Ein Film über die Notstandsübungen in Westdeutschland und Westberlin ist ein Dokumentarfilm des DEFA-Studios für Wochenschau und Dokumentarfilme von Harry Hornig aus dem Jahr 1968.

## Handlung
Am Gründonnerstag 1968 hat ein regierungstreuer Faschist auf den Notstandsgegner Rudi Dutschke geschossen, so der Kommentator. Am darauffolgenden Karfreitag entwickelten sich die Proteste der Außerparlamentarischen Opposition in der Bundesrepublik und West-Berlin gegen die vermutlichen Anstifter des Attentats, den Springer-Verlag, Franz Josef Strauß und die Führung der SPD. In der Nacht zum Karsamstag blockieren viele Arbeiter, Studenten und Schüler Verlagshäuser und Druckereien der Springer-Presse. 
Ostern 1968 sieht die Notstandskoalition in Bonn eine neue politische Lage auf sich zukommen. Die Einheitsfront gegen den geplanten Staatsstreich von oben, beginnt sich zu formieren. In der Kampagne für Abrüstung und Demokratie wächst die Zahl derer, die als reale Grundlage für eine westdeutsche Friedenspolitik die Anerkennung der DDR fordern. Es steht fest, dass die Notstandsgesetze die Beziehungen zum anderen Teil Deutschlands verschlechtern werden, auch deshalb gehen in Berlin über 50 000 Menschen auf die Straße. Hier marschiert die Bürgerkriegstruppe (so wird die Polizei im Film genannt) des Senats von West-Berlin gegen ihren inneren Feind auf. Der Freispruch des Mörders von Benno Ohnesorg wirkt wie ein Freibrief und eine Aufforderung, rücksichtslos gegen die Demonstranten vorzugehen. Ostern 1968 wird West-Berlin ein großer Übungsplatz für die Notstandsgesetze, wie ihn Politiker der Bonner Notstandskoalition seit Wochen fordern. Zu den gezeigten Bildern von heute, werden vergleichende Bilder von 1923 gezeigt, wie die Konzernherren Polizisten gegen streikende Arbeiter einsetzen, ebenso Bilder vom Blutmai 1929. Als Fazit des Films wird festgestellt, dass gegen den drohenden Neofaschismus etwas in Bewegung geraten ist, was niemand mehr aufhalten kann, ein starker Widerstand gegen die Notstandsdiktatur. 

## Produktion
Ostern 68 wurde als Schwarzweißfilm gedreht und hatte seine erste Aufführung am 28. Juni 1968. 

## Kritik
In einem Artikel über das 6. Internationale Kurzfilmfestival in Kraków schreibt Günter Sobe in der Berliner Zeitung, dass dieser Streifen nicht viel mehr als Wochenschauinformationen zu bieten hat. Der gesucht ironische Kommentar wirkt gelegentlich peinlich.